# Khaleeji
Khaleeji (arabiska: الخليج; persiska: خليج; sydkurdiska: خليج) är kulturen och folket i Gulfregionen runt Persiska viken, som inkluderar länder som Iran, Bahrain, Irak, Kuwait, Oman, Qatar, Saudiarabien och Förenade arabemiraten.
Gulfregionen har en rik och gammal kulturell mångfald med olika folkgrupper som bor där. Kulturen i denna region har alltid varit orienterad mot havet. Araber är den största etniska gruppen och de flesta talar gulfarabiska. Andra etniska grupper inkluderar perser och feylier, som talar persiska och sydkurdiska. Varje etnisk grupp har sin egen kultur, traditioner och seder. Gulfregionens rika historia och kultur har formats av dessa olika folkgrupper.

## Historia
Gulfregionen har varit bebodd i tusentals år och har varit en viktig handelsplats sedan forntiden. Under antiken var regionen en del av Perserriket och senare en del av det muslimska kalifatet. På 1500-talet blev regionen en del av det osmanska riket. Under 1800-talet började europeiska kolonialmakter att etablera sig i regionen. På 1900-talet blev regionen självständig från kolonialmakterna. Idag är Gulfregionen en viktig oljeexporterande region och har en stark ekonomi.

## Iran och arabiska Gulfstaterna
Iranska köpmän har spelat en viktig roll i Gulfregionens historia. Under antiken och 1700-talet var Perserriket en viktig handelsplats, persiska och kurdiska köpmän var kända för sin förmåga att handla med varor som kryddor, textilier, keramik och pärlor. Även idag fortsätter persiska och feylikurdiska köpmän att spela en viktig roll i Gulfregionens handel. Många persiska och kurdiska köpmän är specialiserade på att handla med guld och smycken, och de är kända för sin höga kvalitet och skicklighet. Det finns ungefär 8 000 iranska företag i Dubai. Det finns en iransk handelskammare i Dubai. Det finns också ett iranskt sjukhus i Dubai. Iran har en generalkonsulat i Dubai. De iranska företagen i Förenade Arabemiraten äger mer än 300 miljarder dollar.

### Konflikt och konkurrens
Gulfstaternas samarbetsråd bildades i Abu Dhabi år 1981 för att knyta samman de ingående länderna inför hotet man upplevde från Iran efter islamiska revolutionen 1979 och det sedan 1980 pågående Iran-Irakkriget.  Man strävade både efter likriktad säkerhets- och finanspolitik och 1982 skrevs ett marknadsliberaliseringsavtal under av alla medlemsstater.